# Carl Björkman
Carl August Björkman (* 31. Dezember 1869 in Tådene; † 4. Februar 1960 in Stockholm) war ein schwedischer Sportschütze.

## Erfolge
Carl Björkman nahm an den Olympischen Spielen 1912 in Stockholm in drei Disziplinen teil. Mit dem Freien Gewehr erreichte er im Einzel des Dreistellungskampfes den 34. Platz. Im Mannschaftswettbewerb belegte er gemeinsam mit Mauritz Eriksson, Erik Blomqvist, Bernhard Larsson, Hugo Johansson und Gustaf Adolf Jonsson mit einer Gesamtpunktzahl von 5655 Punkten vor Norwegen und Dänemark den ersten Rang und wurde damit Olympiasieger. Mit seinen 954 Punkten war er der viertbeste Schütze der Schweden. Die Mannschaftskonkurrenz mit dem Armeegewehr schloss er auf dem dritten Rang ab und sicherte sich so die Bronzemedaille. Björkman war mit 261 Punkten der drittbeste Schütze der Mannschaft, zu der neben ihm noch Mauritz Eriksson, Werner Jernström, Bernhard Larsson, Hugo Johansson und Tönnes Björkman gehörten. 